# Трипразеодимпентаталлий
Трипразеодимпентаталлий — бинарное неорганическое соединение, интерметаллид празеодима и таллия с формулой Pr3Tl5, кристаллы.

## Получение
- Сплавление стехиометрических количеств чистых веществ:

{\displaystyle {\mathsf {3Pr+5Tl\ {\xrightarrow {1120^{o}C}}\ Pr_{3}Tl_{5}}}}

## Физические свойства
Трипразеодимпентаталлий образует кристаллы ромбической сингонии, пространственная группа C mcm, параметры ячейки a = 0,828 нм, b = 0,3867 нм, c = 1,026 нм, Z = 4,
структура типа пентапалладийтриплутония Pu3Pd5.
Соединение конгруэнтно плавится при температуре 1120 °C